# Noyelles-Godault
Noyelles-Godault är en kommun i departementet Pas-de-Calais i regionen Hauts-de-France i norra Frankrike. Kommunen ligger i kantonen Hénin-Beaumont som tillhör arrondissementet Lens. År 2022 hade Noyelles-Godault 5 949 invånare.

## Befolkningsutveckling
Antalet invånare i kommunen Noyelles-Godault
| Referens: INSEE |